# Крістіан Балай
Крістіан Балай (рум. Cristian Balaj, нар. 17 серпня 1971, Бая-Маре, Румунія) — румунський арбітр, обслуговуває матчі Ліги I з 2000 року. З 2003 року — арбітр ФІФА. Свій перший матч відсудив 10 вересня 2000 у Дивізії А між командами «Стяуа» та ФК «Брашов». З 2003 року обслуговує матчі Ліги чемпіонів УЄФА.
На міжнародному рівні Балай обслуговував матчі відбіркові матчі до Євро-2008 та Євро-2012, а також відбіркові матчі до чемпіонатів світу 2010 та 2014.
2008 номінований на звання найкращого арбітру Румунії.

## Матчі національних збірних
| Дата              | Збірні                         | Рахунок | Турнір               | ЖК | YK · YK · RK | RK |
| ----------------- | ------------------------------ | ------- | -------------------- | -- | ------------ | -- |
| 6 червня 2007     | Вірменія – Польща              | 1 – 0   | Кваліфікація ЧЄ 2008 | 2  | 0            | 0  |
| 21 листопада 2007 | Німеччина – Уельс              | 0 – 0   | Кваліфікація ЧЄ 2008 | 3  | 0            | 0  |
| 10 вересня 2008   | Боснія і Герцеговина – Естонія | 7 – 0   | Кваліфікація ЧС 2010 | 2  | 0            | 0  |
| 11 лютого 2009    | Румунія – Хорватія             | 1 – 2   | Товариський матч     | 2  | 0            | 0  |
| 8 жовтня 2009     | Хорватія – Катар               | 3 – 2   | Товариський матч     | 2  | 0            | 0  |
| 3 вересня 2010    | Словенія – Північна Ірландія   | 0 – 1   | Кваліфікація ЧЄ 2012 | 3  | 0            | 0  |
| 11 листопада 2011 | Угорщина – Ліхтенштейн         | 5 – 0   | Товариський матч     | 2  | 0            | 0  |
| 14 листопада 2012 | Кіпр – Фінляндія               | 0 – 3   | Товариський матч     | 4  | 0            | 0  |
| 26 березня 2013   | Вірменія – Чехія               | 0 – 3   | Кваліфікація ЧС 2014 | 2  | 0            | 0  |
| 13 жовтня 2014    | Андорра – Ізраїль              | 1 – 4   | Кваліфікація ЧЄ 2016 | 3  | 0            | 0  |